# Піяма-Раду
Піяма-Раду (XIII ст. до н. е.) — цар Вілуси. Ім'я з лувійської мови перекладається як «Відданий подарунок». З огляду на це його ототожнюють з гомеровським героєм «Іліади» — Пріама, ім'я якого також в перекладі значить «подарунок».

## Життєпис
Висувається гіпотеза, що був сином Піяма-Курунти і онуком Уххациті, володарів Арцави. Після цього втік до Вілуси (Іліона) або Таруїси (Трої VIIa), де заснував власну династію після смерті царя Куккунні.

Мала Азія часів Піяма-Раду

Панував десь протягом 35 років, намагаючись здобути незалежність від Хеттської держави. Згадується в листах царів Муваталлі II, Хаттусілі III і Тудхалія IV. Напевне намагався маневрувати між Аххіявою та хеттами. 
У боротьбі за владу між родичами Мурсілі III і Хаттусілі III підтримував першого. Після перемоги Хаттусілі III Хеттська держава була все ще ослаблена. Цим скористався Піяма-раду, що оголосив незалежність від останньої. В подальшому діяв спільно з Тавагалавою, царем Ахіяви і Лукки, що завдав декілька поразок хеттам. Піяма-Раду розширив свої володіння на захід до Хеттської низовини. Поразка Тавагалави від Хаттусілі III змусила царя вілуси замиритися з хеттами. Подальший розпад Лукки призвів до нової зміни ситуації.
Є відомості про військову кампанію Піяма-Раду проти держави Лукка, яку він здійснив самостійно (або в союзі з хеттами чи Аххіявою). В подальших перемовинах з хеттським царем Хаттусілі III  вимагав визнання своїми захоплених володінь. Натомість обіцяв визнати зверхність хеттів. Згодом під час поїздки на перемовини з синами Хаттусілі III ті раптово напали на Піяма-раду, який мусив тікати до Міллаванді. Надалі з 7 тис. прихильників або вояків утік на один з островів Егейського моря. Подальша доля невідома.

## Родина
Є відомості про шлюб доньки Піяма-Раду з Атпою з Міллаванди (Мілету), царем Аххіяви. Сином Піяма-Раду вважають Алаксанду (аналог Паріса).